# Linum lasiocarpum
Linum lasiocarpum là một loài thực vật có hoa trong họ Linaceae. Loài này được Rose mô tả khoa học đầu tiên năm 1909.